# Stenalcidia inclinataria
Stenalcidia inclinataria är en fjärilsart som beskrevs av Walker 1860. Stenalcidia inclinataria ingår i släktet Stenalcidia och familjen mätare. Inga underarter finns listade i Catalogue of Life.